# Le Lion amoureux
Le Lion amoureux est la première fable du livre IV de Jean de La Fontaine situé dans le premier recueil des Fables de La Fontaine, édité pour la première fois en 1668. 

## Contexte
La fable est destinée à Françoise, la fille de Madame de Sévigné. Elle est inspirée de la fable d'Esope « Le Lion et le Laboureur ». 

## Texte
À Mademoiselle de Sévigné

Sévigné, de qui les attraits 

Servent aux Grâces de modèle, 

Et qui naquîtes toute belle, 

À votre indifférence près, 

Pourriez-vous être favorable

Aux jeux innocents d'une fable,

Et voir, sans vous épouvanter,

Un lion qu'Amour sut dompter ?

Amour est un étrange maître.

Heureux qui peut ne le connaître

Que par récit , lui ni ses coups !

Quand on en parle devant vous,

Si la vérité vous offense,

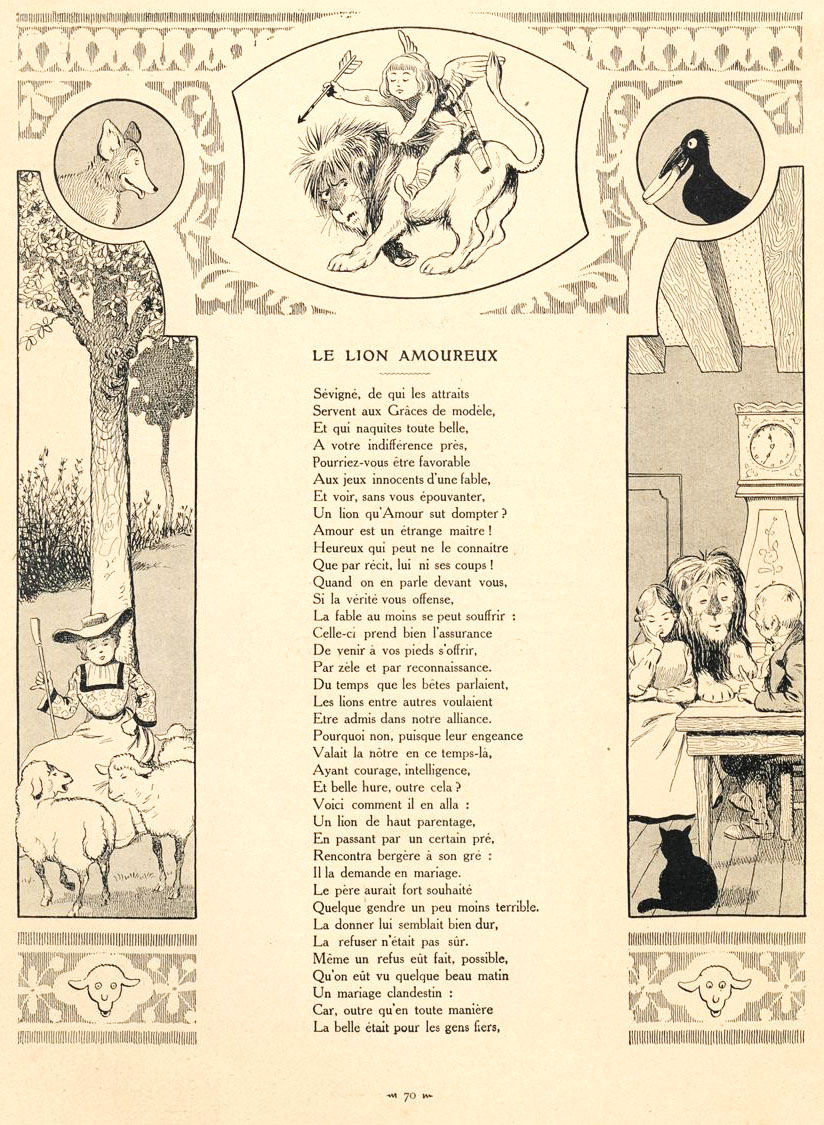
Illustration de Benjamin Rabier (1906) (début)

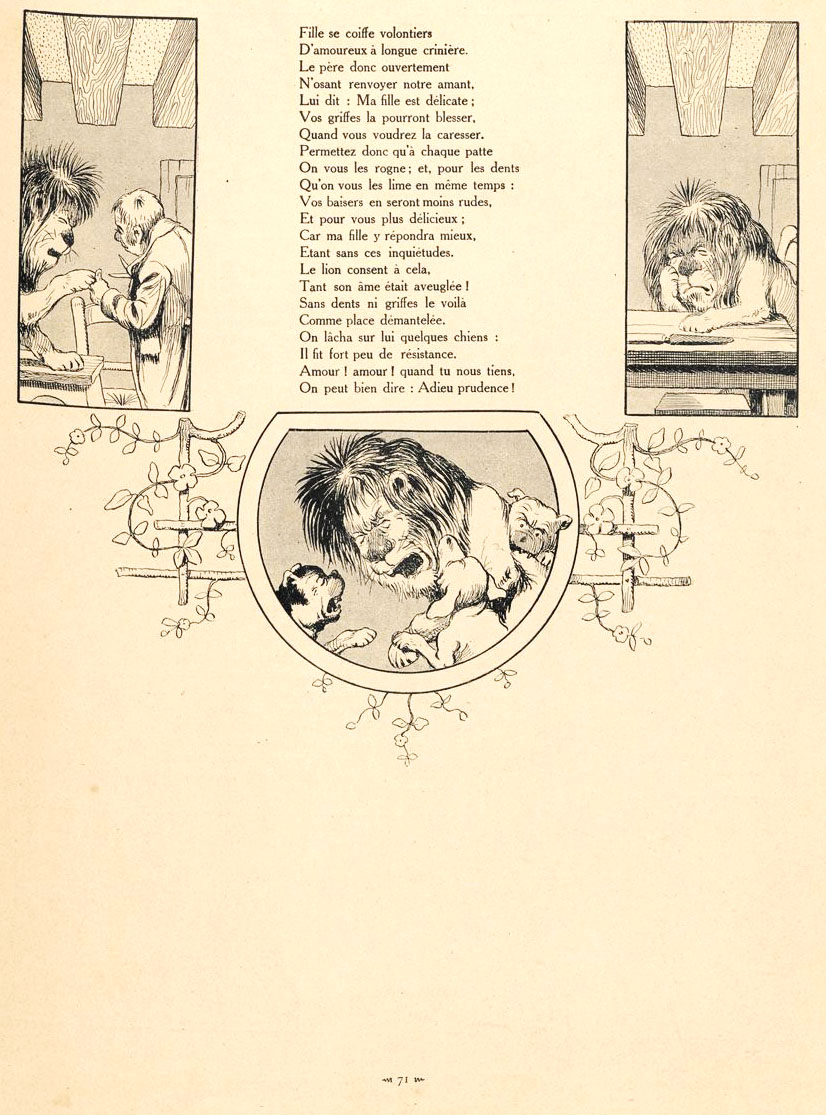
Illustration de Benjamin Rabier (1906) (fin)

La fable au moins se peut souffrir :

Celle-ci prend bien l'assurance

De venir à vos pieds s'offrir, 

Par zèle et par reconnaissance. 

Du temps que les bêtes parlaient,

  Les Lions entre autres voulaient 

Être admis dans notre alliance. 

Pourquoi non ? puisque leur engeance

Valait la nôtre en ce temps-là, 

Ayant courage, intelligence, 

Et belle hure outre cela. 

Voici comment il en alla : 

Un Lion de haut parentage, 

En passant par un certain pré, 

Rencontra bergère à son gré :

Il la demande en mariage. 

Le père aurait fort souhaité 

Quelque gendre un peu moins terrible. 

La donner lui semblait bien dur ; 

La refuser n'était pas sûr ; 

Même un refus eût fait possible

Qu'on eût vu quelque beau matin 

Un mariage clandestin. 

Car outre qu'en toute manière 

La belle était pour les gens fiers, 

Fille se coiffe volontiers 

D'amoureux à longue crinière. 

Le père donc ouvertement 

N'osant renvoyer notre amant, 

Lui dit : "Ma fille est délicate ; 

Vos griffes la pourront blesser 

Quand vous voudrez la caresser. 

Permettez donc qu'à chaque patte 

On vous les rogne, et pour les dents,

  Qu'on vous les lime en même temps. 

Vos baisers en seront moins rudes, 

Et pour vous plus délicieux ; 

Car ma fille y répondra mieux, 

Étant sans ces inquiétudes ". 

Le Lion consent à cela, 

Tant son âme était aveuglée ! 

Sans dents ni griffes le voilà, 

Comme place démantelée. 

On lâcha sur lui quelques chiens : 

Il fit fort peu de résistance.

Amour, Amour, quand tu nous tiens 

On peut bien dire : "Adieu prudence."

## Galerie

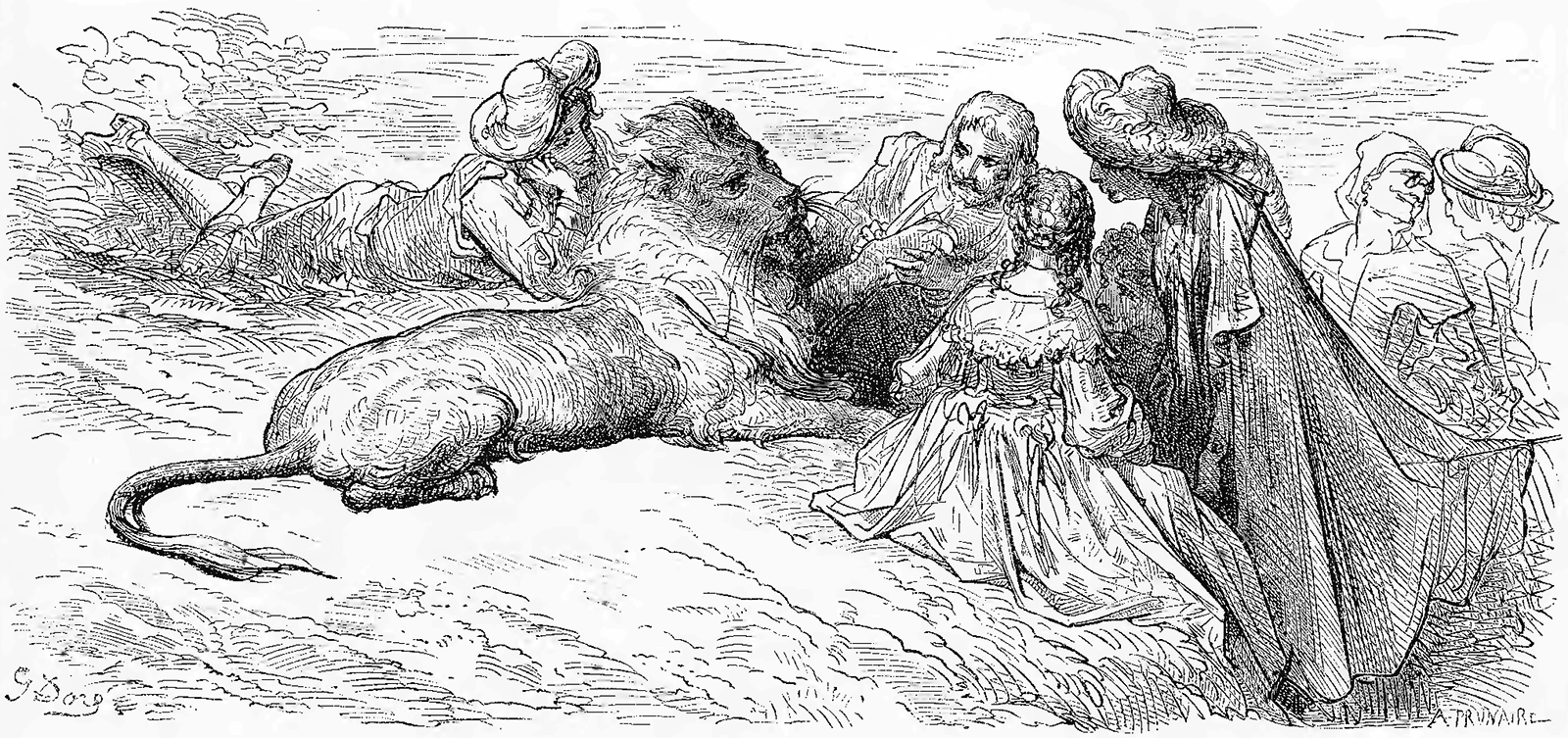
Illustration de Gustave Doré (1876).
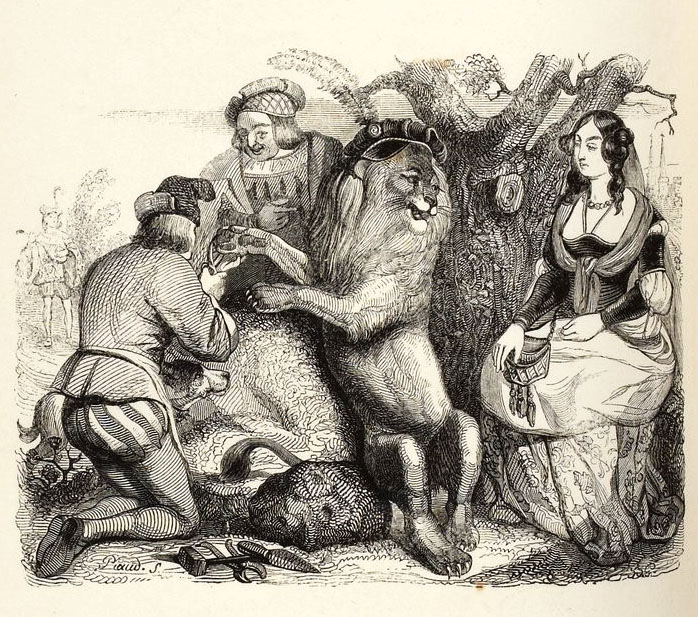
Illustration de Grandville (1838-1840)
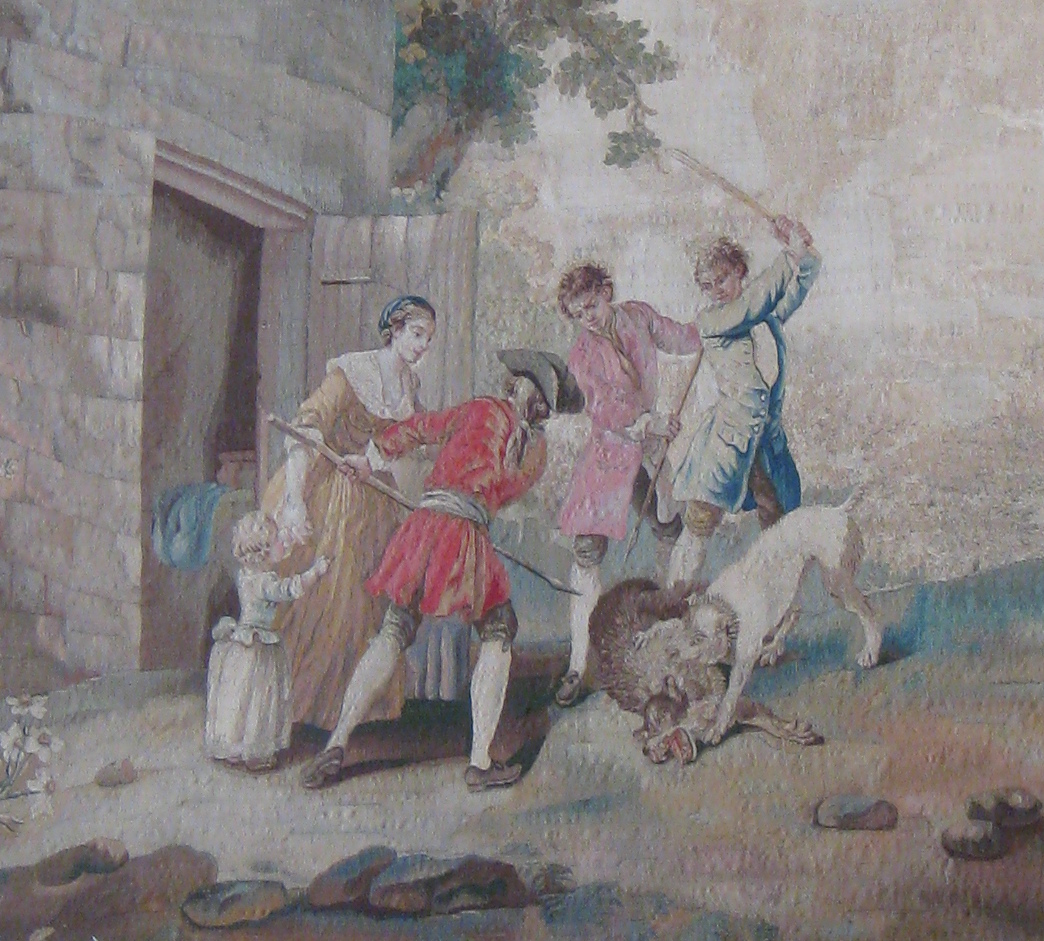
Tapisserie d'Aubusson , réalisée vers 1775-1780 à partir d'un carton de Jean-Baptiste Oudry